# Centaurea tymphaea
Centaurea tymphaea — вид квіткових рослин родини айстрових (Asteraceae). Ареал: Албанія, Північна Македонія, північна й північно-центральна частини Греції.

## Середовище
Населяє кам'янисті схили, лісові галявини, субальпійські луки.